# New Directions Publishing
New Directions Publishing est une maison d'édition américaine indépendante fondée en 1936 par James Laughlin, et basée à New York.

## Historique
James Laughlin, fraîchement diplômé de l'université Harvard, fonde à Norfolk (Connecticut), sur les conseils d'Ezra Pound, une maison d'édition en 1936 : elle commence par publier une revue, New Directions in Prose & Poetry (NDPP), rassemblant, sous la forme d'anthologies, des plumes contemporaines comme William Carlos Williams, Gertrude Stein, E. E. Cummings, William Saroyan, Delmore Schwartz, Dylan Thomas, Marianne Moore, Wallace Stevens, Thomas Merton, Denise Levertov, James Agee, et Lawrence Ferlinghetti. La ligne éditoriale est centrée sur les nouvelles voix poétiques, mais aussi sur les auteurs de récits de fiction, qu'elle promeut à travers des recueils de nouvelles. Henry Miller y publie son premier ouvrage américain, The Cosmological Eye (1939), qui est un recueil de récits. Laughlin se concentre sur une ligne éditoriale centrée sur l'écriture expérimentale, sa maison devient un bastion de l'avant-garde littéraire américaine, puis mondiale. Au fil des années, elle republie des œuvres épuisées ou peu connues aux États-Unis comme Alfred Jarry, et traduit de nombreux textes européens, asiatiques, et sud-américains. Son catalogue comprend de nombreux auteurs aujourd'hui reconnus comme Vladimir Nabokov et Jorge Luis Borges, qu'elle fut la première à publier aux États-Unis,.
Après 1945, le graphiste Alvin Lustig (en) prend en charge la direction artistique, suivi par Gertrude Huston (1919-1998).
Laughlin meurt en 1997, et, par testament, il s'assure de l'indépendance de sa maison, désormais dirigée via un trust, la distribution dans les points de vente étant confiée à W. W. Norton & Company. 
Le siège actuel est à Manhattan, dans l'immeuble situé au 80 de la Huitième Avenue.